# 23257 Denny
23257 Denny este un asteroid din centura principală de asteroizi.

## Descriere
23257 Denny este un asteroid din centura principală de asteroizi. A fost descoperit pe 29 decembrie 2000 la Desert Beaver Observatory de William Kwong Yu Yeung. Asteroidul prezintă o orbită caracterizată de o semiaxă mare de 2,54 ua, o excentricitate de 0,11 și o înclinație de 5,7° în raport cu ecliptica.